# Distretto municipale di Krachi Est
Il distretto municipale di Krachi Est (ufficialmente Krachi East Municipal District, in inglese) è un distretto della Regione di Oti del Ghana.